# The Glowsticks
The Glowsticks (TGS) je afro-kanadský producentský a skladatelský kolektiv založený v roce 2009 v Torontu.

## Biografie
Skupinu založil Osama „Verse-Atile“ Hussain a Charles „Ace“ Sarpong v roce 2009. Od té doby The Glowsticks produkovali pro mnoho umělců z celého světa, jejich nejznámější prací jsou alba a singly českého zpěváka Bena Cristovao. The Glowsticks, známí svou schopností tvořit a produkovat v široké škále žánrů, si zajistili své místo mezi předními producenty české a slovenské hudební scény.

## Diskografie

### Produkce

#### 3-Card
- Buried Myself (2019)

#### Annet X
- Another You (2019)
- Mon Ami (2019)
- My2 (2019)
- Pryč (2018)
- TAKTOMABYT (2016)
- Remain Silent (2015)

#### AceQuared
- Black Irish Album (2019)
- OCB (2019)
- What's a Good Life (2019)
- Empty (2018)
- Pop Freestyle (2018)
- Be Someone (2018)
- Summer Gown (2018)
- No Light Weights (2018)
- She Don't (2017)

#### Adam Ďurica – Spolu (album2016)
- Track 3: Nebojim sa
- Track 4: Chcem
- Track 5: Pod Pianom

#### David Koller– David Koller and Friends (album2018)
- Track 4: Nic není nastálo (feat. Ben Cristovao)

#### D!xon
- Sweet Illusion (EP 2016)
- Butterfly (2017)
- Die Alone (2017)

#### Ben Cristovao
- Kontakt (EP 2019)
- Aleiaio (2019)
- Stories (2019)
- Smítko (2018)
- Mowgli (2018)
- Padam ft Mária Čírová (2018)
- Naha (2018)
- Poslední (EP 2017)
- ASIO ft The Glowsticks (2016)
- Made in Czechoslovakia (album 2014)
- Benny Cristo (album 2011)
- Definitely Different (album 2010)

#### Majk Spirit: Y Black (album2015)
- Track 3: Slovo ft Čis T, Ben Cristovao
- Track 8: Robím to rád

#### Tina (S.E.X.Y. album2011)
- Track 5: Ankle Break ft The Glowsticks
- Track 8: B*** You Know I'm Fly
- Track 9: Clothes Off

#### TennisXclub
- Dead Off (2019)
- Motherland (2019)
- Watson (2019)

### Reklama, TV, divadlo

#### Puma
- kampaň Puma Gravity (Sound design, 2019)
- kampaň Puma Man (Sound design, 2019)

#### Backstage (film)[3]
- Padam – Ben Cristovao ft Mária Čírová

#### LoveShhuda (film)[4]
- Track 8: Peene Ki Tamanna (EDM Remix)

#### Garnier
- kampaň Pure Girl ft Ben Cristovao

#### Equals byYemi A.D(2013)
- album stage show pro Ceny Anděl